# Говард Картер

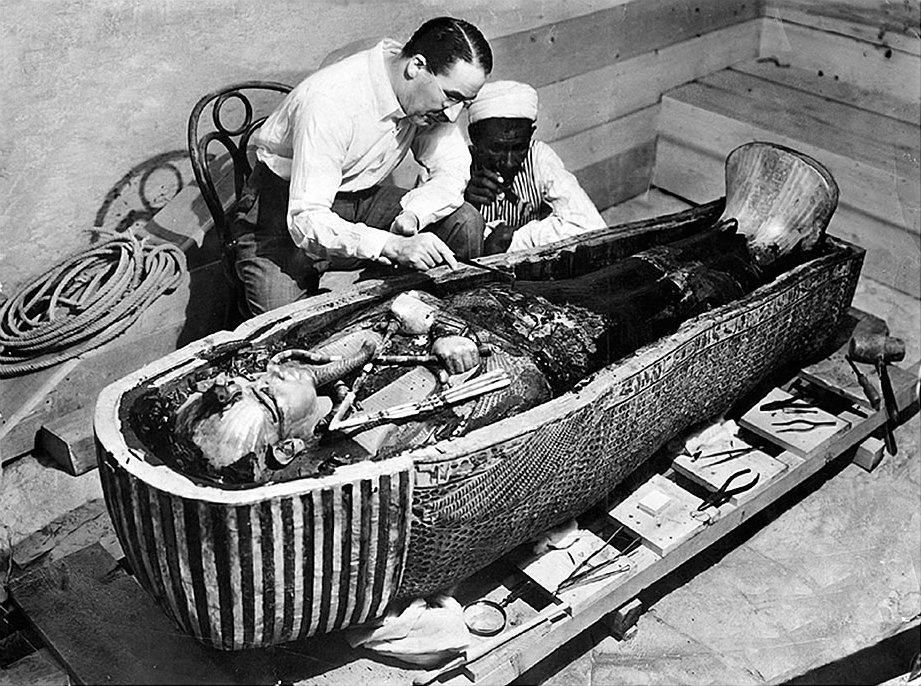
Говард Картер (ліворуч) біля саркофагу фараона Тутанхамона

Го́вард Ка́ртер (англ. Howard Carter; 9 травня 1874, Кенсінгтон, Лондон, Англія — 2 березня 1939, Лондон, Англія) — англійський археолог; знайшов гробницю Тутанхамона (1922).

## Дитинство
Говард Картер був молодшим з 8 дітей Самуїла і Марти Картерів. Дитинство Говарда Картера пройшло в Суоффеме в графстві Норфолк, тому в багатьох джерелах саме це містечко позначають як місце народження єгиптолога. Батько Картера, художник за професією, з дитинства займався навчанням сина малюванню, прищеплюючи при цьому інтерес до історії культури.

## Початок кар'єри
Говард Картер народився в Лондоні, в сім'ї Семюеля Картера, вмілого художника, який навчив сина основ малювання олівцем та фарбами, і Марти Джойс (Сендс) Картер.
У 1891, у віці 17 років, талановитий молодий художник був відправлений до Єгипту «Фондом дослідження Єгипту», для того щоб допомагати Персі Ньюберрі в розкопках могил Середнього царства в Бені Гасан. Навіть у такому юному віці йому вдалось вдосконалити способи копіювання оздоблення могил. У 1892 році він працював протягом одного сезону під опікою Фліндерса Петрі в Амарні, столиці заснованій фараоном Ехнатоном. З 1894 року до 1899 року Картер працював з Едуардом Невіллем у Деір ель-Бахарі, де він записував настінні рельєфи храму Хатшепсут.
У 1899 році Картер був призначений першим головним інспектором Єгипетської служби старожитностей (англ. Egyptian Antiquities Service (EAS)). Він наглядав за багатьма розкопками в Фівах (зараз відомому як Луксор) перед тим як у 1904 переведений в Інспекторат Нижнього Єгипту. Картер покинув службу старожитностей у 1905 після інциденту між групою французьких туристів та Єгипетськими охоронцями ділянки, в якому він став на бік охоронців.

## Гробниця Тутанхамона

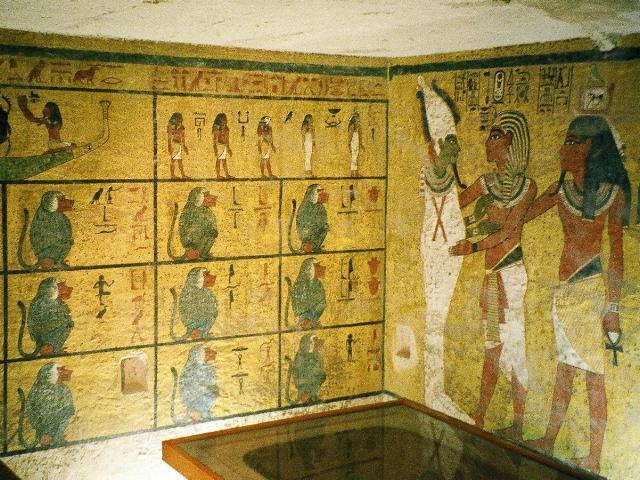
Гробниця Тутанхамонa

Після трьох важких років Картера найняв Джордж Герберт, 5-й граф Карнарвон для нагляду за розкопками в 1907 році. Їх познайомив Гастон Масперо, який хотів переконатись, чи Картер познайомиться із сучасними археологічними методами та системами записів.

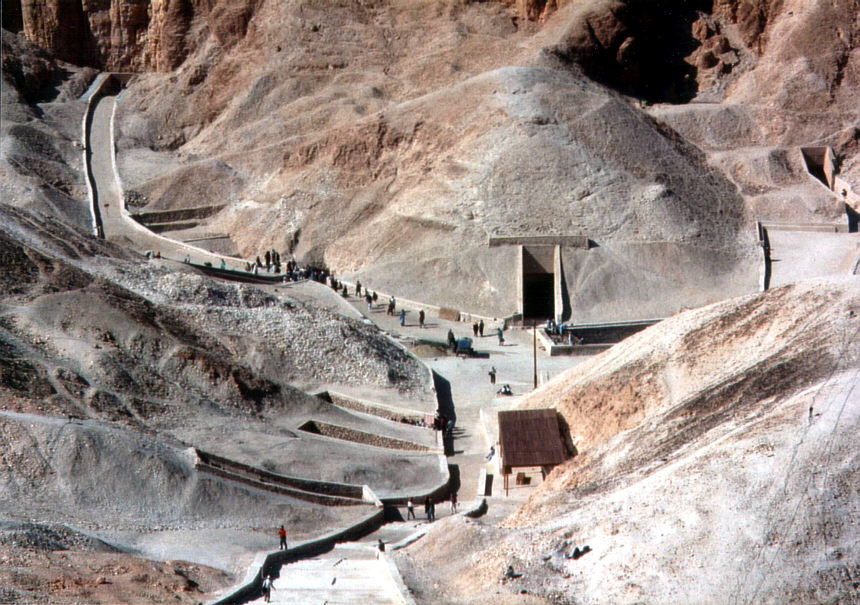
KV62 в Долині Царів

Карнарвон фінансував роботу Картера в Долинці Царів з 1914 року, але вона була перервана першою світовою і продовжилась лише в 1917 році. Після кількох місяців безплідних пошуків Карнарвон почав виявляти незадоволення браком результатів і 1922 року дав Картеру фінансування на останній сезон пошуку гробниці.
4 листопада 1922 року команда Картера, що проводила розкопки, виявила сходи, які вели до гробниці Тутанхамона (позначеної відповідно KV62 (англ. kings valley 62)), неторканою і найбільш збереженою гробницею з тих, які будь-коли знаходили в Долині Царів. Він передав Карнарвону, щоб той з'явився, і 26 листопада 1922 року з Карнарвоном, його дочкою та іншими присутніми він зробив «крихітний пролом в верхньому лівому кутку» дверного проходу. Тоді за допомогою світла свічки зміг розгледіти, що багато скарбів із золота та чорного дерева все ще були на місці. Він зробив цей пролом долотом, що бабуся подарувала йому на сімнадцятий день народження. Вона знала, що він колись зробить видатне археологічне відкриття. На той момент він ще не знав, чи це могила, чи проста схованка, але його заінтригував закритий прохід між двома статуями охоронців. Коли Карнарвон запитав: «Ти щось бачиш?», Картер відповів відомими словами «Так, дивовижні речі.»

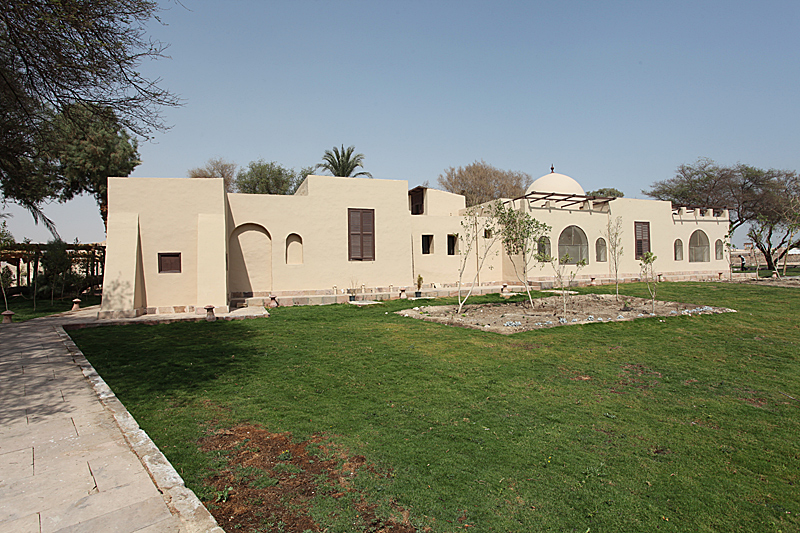
Дім Картера в Фіванському некрополі

Наступні кілька місяців були витрачені на каталогізацію вмісту першої кімнати, під «іноді стресовим» наглядом П'єра Лакау, генерального директора урядового відділу старожитностей. 16 лютого 1923 року Картер відкрив зачинений прохід і виявив, що він справді вів до поховальної кімнати, та вперше побачив саркофаг Тутанхамона. Усі ці відкриття завзято висвітлювались світовою пресою, але більшість її представників сиділи у своїх готелях, на місці дозволяли залишатись лише Генрі Волламу Мортону, чиї яскраві описи допомогли закріпити репутацію Картера серед британської публіки.
Власні записки Картера та фотографічні докази вказують на те, що Лорд Карнарвон та Леді Евелін Герберт увійшли в поховальну кімнату невдовзі після відкриття гробниці, ще до офіційного відкриття.

## Пізніша робота та смерть
Очищення гробниці, яка містила тисячі об'єктів продовжувалась аж до 1932 року. Після свого сенсаційного відкриття Говард Картер покинув археологію і став працювати на півставки агентом музеїв та колекціонерів, включаючи Клівлендський музей мистецтв та Інститут Мистецтв Детройту. Він відвідав Сполучені Штати у 1924 році й провів серію ілюстрованих лекцій в Нью-Йорку та інших містах США, які мали значний успіх, що посприяло поширенню в Америці єгиптоманії.
Картер помер від лімфоми, різновиду раку, в Кенсінгтоні, Лондон, 2 березня 1939 року у віці 64. Природна смерть археолога через такий довгий час після відкриття гробниці зазвичай використовується скептиками для спростування теорії, за якою «прокляття фараонів» тяжіє над групою, що порушила спокій гробниці Тутанхамона.

## Результати діяльності
Розкопки Картера в Долині Царів викликали повсюдне зростання інтересу до археології в цілому та Давнього Єгипту зокрема.

## В культурі

### Фільми і телебачення
Картера грали такі актори:
- Джон Кліз шоу Летючий цирк Монті Пайтона, скетч Археологія сьогодні.
- Робін Елліс у фільмі 1980 Прокляття гробниці царя Тутанхамона
- Піп Торренс в телефільмі студії Lucasfilm Молодий Індіана Джонс та прокляття шакала, 1992 рік
- Піп Торренс в телефільмі студії LucasFilm Молодий Індіана Джонс та скарб Павичевого Ока
- Тімоті Дейвіс в документальному фільмі Mysteries of Egypt 1998 року.
- Стьюарт Грехем документальній драмі BBC Єгипет
- Макс Айронс у 4-серійному мінісеріалі Тутанхамон[en] 2016 року